# اوریانخای
اوریانخای (یاقوتی: урааҥхай)(به زبان مغولی: Урианхай، [Urianxaj]؛ ᠤᠷᠢᠶᠠᠩᠬᠠᠢ، [uriyaŋxai]) اصطلاحی است توسط مغول‌ها بکار برده می‌شد و معنی چندگانه دارد.
معنای اولیهٔ آن، اشاره به اقوام ساکن مناطق جنگلیِ شمالِ مغولستان داشت، شامل اقوام ترک‌زبانِ تووا و یاقوت.
معنای دیگرِ آن، اشاره به اقوام مغول اویرات دارد که در غرب مغولستان و در منطقه رشته‌کوه آلتای زندگی می‌کنند. استان‌های غربیِ مغولستان، چون اوفس و بایان‌اولگی محل سکونت این قوم، در همسایگی قزاق‌های ساکن مغولستان می‌باشد.